# 孔德里站
孔德里站（：／ Gongdeok-ri yeok */?）曾为韩国铁路龙山线上的一个车站，位于首尔麻浦区，在孝昌站与孔德站之间，已于1944年废止。

## 历史
- 1929年12月1日：开始使用。
- 1944年3月31日：停用本站。